# Llanquihue (jezioro)
Llanquihue – jezioro pochodzenia polodowcowego w południowym Chile, w regionie Los Lagos, w Andach. Zajmuje powierzchnię 860 km² i jest drugim pod względem powierzchni po jeziorze General Carrera (największe w całości na terytorium Chile). Tafla jeziora położona jest na wysokości 70 m n.p.m. Maksymalna głębokość wynosi 350 m.
Z jeziora Llanquihue wypływa rzeka Maullin.